# Shakila Wagemaker
Shakila Wagemaker es una política afgana. 

## Biografía
En la Conferencia internacional sobre Afganistán, Bonn (2001) donde se eligió a Hamid Karzai como líder de la Administración de Transición Afgana se le encargó que nombrara una nueva constitución conocida como Constitutional Loya yirga.
Wagemaker fue nombrada por Karzai como una de las 502 personas designadas. Se sentó en el primero de los diez comités de la Loya yirga, presidido por Abdul Rasul Sayyaf. Además, fue miembro del Grupo de Trabajo de Género y Derecho como representante del Ministerio de Asuntos de la Mujer.
En 2005 en el libro Twilight of Empire: Responses to Occupation de Mike Davis se la describió como una educadora hazara que ha condenado el fundamentalismo.